# Infantes de Alòs
Los infantes de Alòs fueron oriundos de Alòs de Balaguer en la provincia de Lérida; al servicio del conde de Urgel hasta que el condado se extinguió y pasó a la Corona de Aragón tras la frustrada revuelta del conde Jaime II de Urgel contra el rey Fernando I de Aragón (Fernando de Antequera, el primer rey de la dinastía Trastámara) en 1413.
A finales del siglo XVII se instalaron en Alacuás (Valencia) invitados por el conde de la villa, ya que gozaron de gran aceptación como representantes de las reivindicaciones que acabarían plasmándose en la segunda revuelta de las germanías. Sin embargo, fue la expulsión de los moriscos (1609) la que ofreció la oportunidad para los infantes de adquirir un estatus elevado en su nuevo hogar como inversores agrícolas y ganaderos, reportando importantes beneficios para la agricultura valenciana de la época, devastada al ser privada de su mano de obra morisca.
Los Infantes se construyeron un palacio en Alacuás, cuya definitiva construcción data de mediados del siglo XIX, y es una de las principales atracciones de la villa.
- Datos: Q6448132